# Pivonické skály
Pivonické skály jsou přírodní rezervace v Novohradských horách u státní hranice s Rakouskem. Nachází se v katastrálním území Pivonice u Pohorské vsi, asi 1,5 až pět kilometrů východně od Pohorské Vsi. Předmětem ochrany jsou acidofilní a květnaté bučiny a středoevropské acidofilní smrčiny.

## Historie
Lesy v Novohradských horách začaly být intenzivněji využívány ve druhé polovině osmnáctého století. Do té doby v dřevinné skladbě převažovala jedle s příměsí buku a smrky rostly pouze v zamokřených místech. V důsledku toulavých sečí se zvyšovalo zastoupení buku, jehož dřevo bylo důležité pro provoz skláren (výroba potaše), a postupně rostl také podíl smrku, který po vytěžení buků převládl. Bukové porosty v Pivonických skalách se dochovaly díky hůře přístupné poloze a rozhodnutí rodu Buquoyů o jejich vyjmutí z intenzivního hospodaření. V lesích se také pásl dobytek, hrabalo stelivo a paseky nebo lesní louky sloužily k sečení trávy.
Porosty v přírodní rezervaci nebyly ponechány samovolnému vývoji, ale uplatňuje se v nich hospodaření podle lesních hospodářských plánů. Při obnově bývá využíván holosečný způsob a na vhodných místech přirozené zmlazení buku. Smrkové monokultury dosahují předmýtného nebo mýtného stáří. Přirozenému zmlazení dřevin jako je javor klen nebo jedle bělokorá brání škody způsobené selektivním okusem spárkaté zvěře.
Většinu druhé poloviny dvacátého století bylo území součástí hraničního pásma s omezeným vstupem. Turistika nebyla možná a práci v lesích směli vykonávat pouze prověření lidé s propustkami. Po zrušení hraničního pásma krajinu navštěvují především cykloturisté a sběrači lesních plodů.
Chráněné území vyhlásil Krajský úřad Jihočeského kraje v kategorii přírodní rezervace s účinností od 2. ledna 2014.

## Přírodní poměry
Přírodní rezervace s rozlohou 318,06 hektaru leží v katastrálním území Pivonice u Pohorské Vsi, které je součástí obce Pohorská Ves v Jihočeském kraji. Nachází se na Novohradských horách v nadmořské výšce 736–936 metrů, je součástí evropsky významné lokality Žofínský prales – Pivonické skály a nachází se na území ptačí oblasti Novohradské hory. Samotná přírodní rezervace je rozdělena do dvou částí. Menší se nachází v prostoru mezi národní přírodní rezervací Žofínský prales a státní hranicí, větší se rozkládá přibližně mezi vrchem Pivonické skály na severozápadě a Stříbrným vrchem na jihovýchodě.

### Abiotické poměry

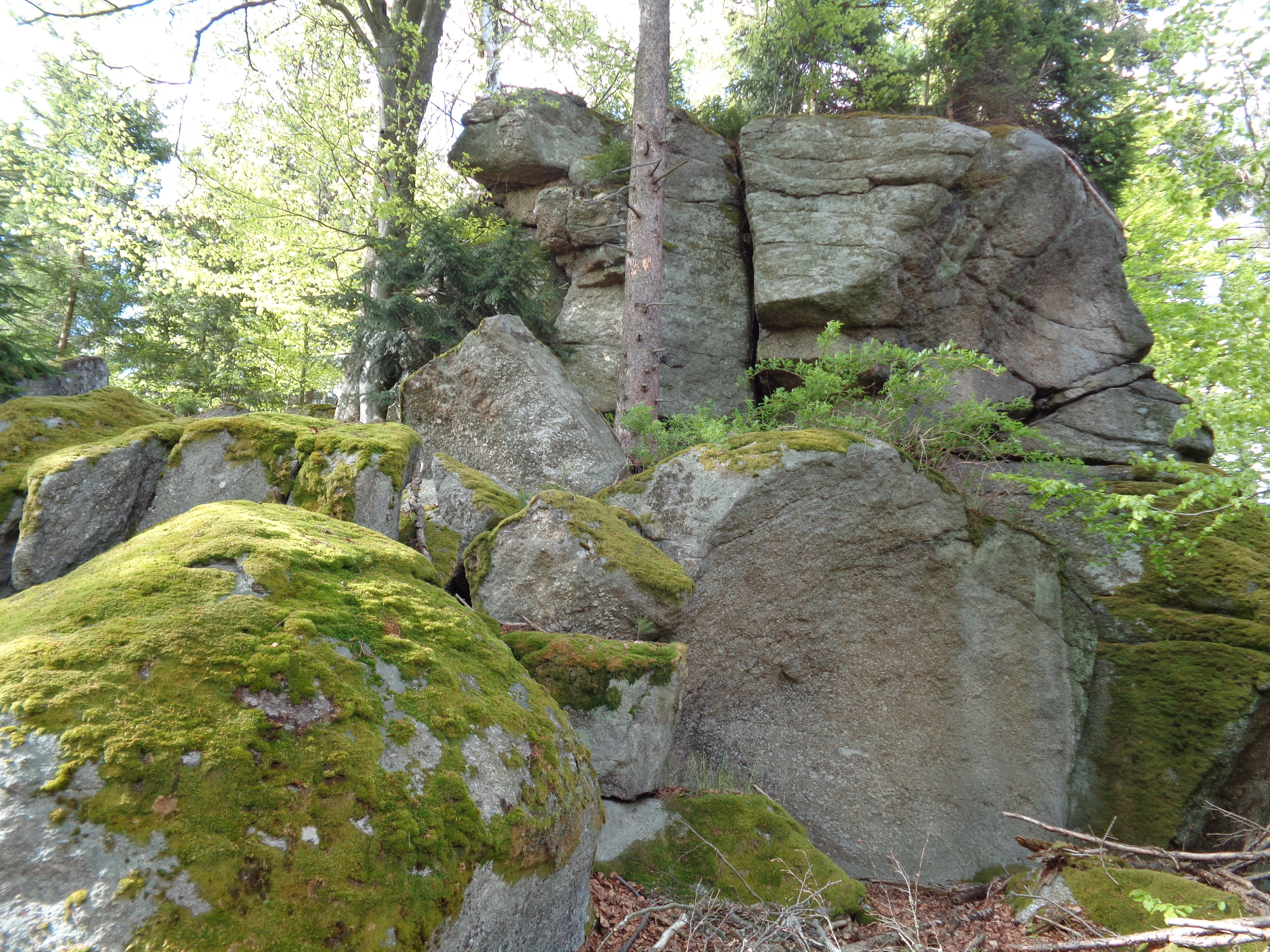
Tor na vrcholu Stříbrného vrchu

Geologické podloží tvoří moldanubické horniny. Moldanubický pluton je zde zastoupen porfyrickým biotitickým granitem s vložkami biotitického žilného granitu a žilného křemene ve vrcholových partiích. V nivách potoků jsou tyto horniny překryté holocenními sedimenty a na úpatích mírných svahů se objevují hlinitobalvanité až balvanité nezpevněné svahové sedimenty.
V geomorfologickém členění Česka přírodní rezervace leží v Novohradských horách, konkrétně v jejich podcelku Pohořská hornatina a okrsku Žofínská hornatina. Nejvyšším bodem je vrchol Stříbrného vrchu (941 metrů) a dalšími význačnými vrcholy jsou Pivonické skály (933 metrů) a Smrčina (912 metrů). Kopce jsou součástí výrazného hřbetu protaženého od severozápadu k jihozápadu a příčně členěného údolími potoků. Na jejich vrcholových partiích vystupují na povrch žulové výchozy, na nichž se vyvinuly mrazové sruby a tory.
Převládajícím půdním typem je kambizem typická až dystrická (místy oglejená), která přechází do kryptopodzolu modálního, oglejeného a rankerového. Rankery se vyvinuly v okolí balvanitých sutí a mrazových srubů. Pro potoční nivy jsou typické různé druhy glejů a v prameništních oblastech se vyskytují gleje organozemní až organozem mezická s vrstvou rašeliny o mocnosti až půl metru.

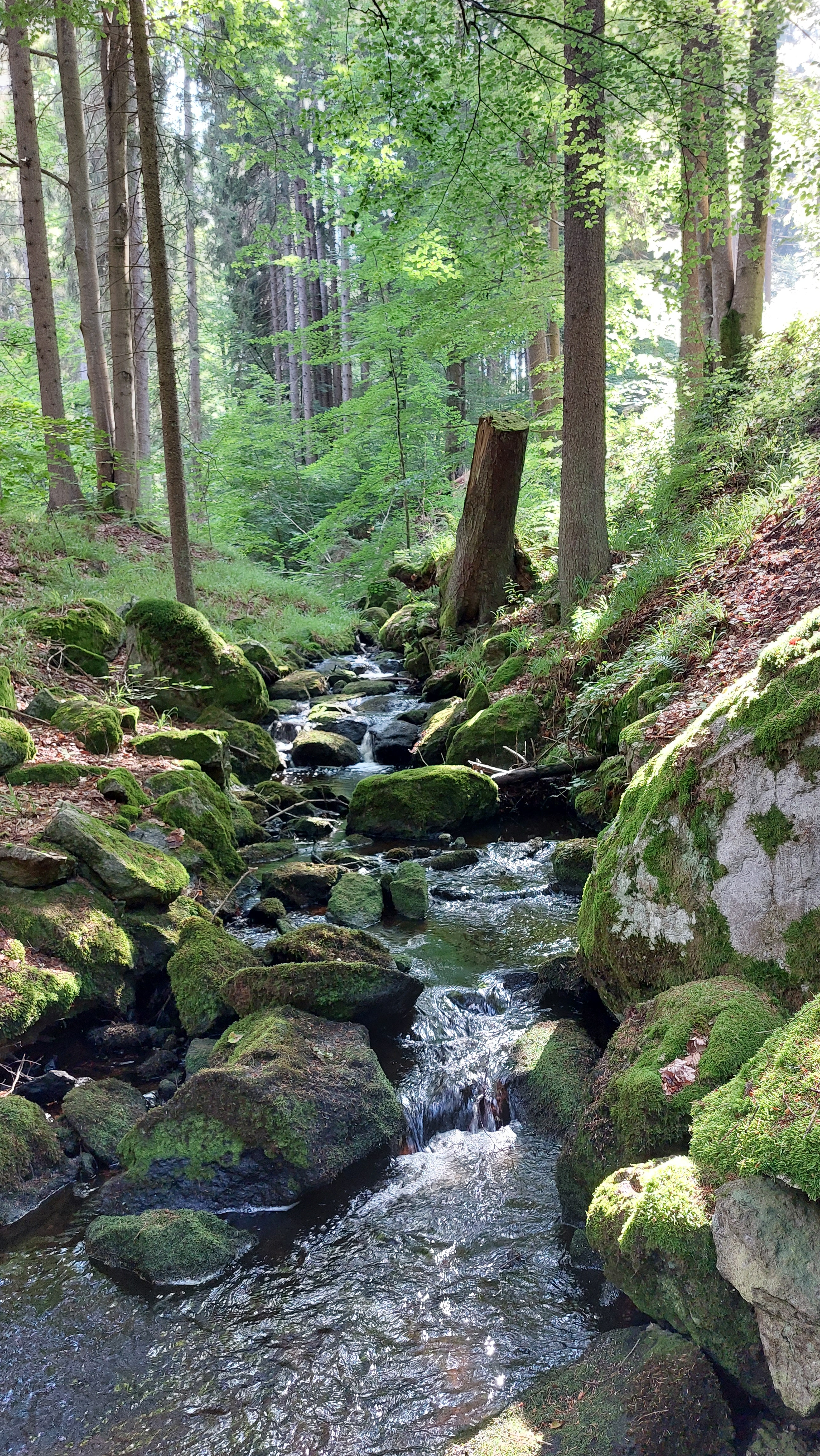
Huťský potok

Reliéf je modelován hustou sítí drobných toků stékajících do Huťského a Tisového potoka. Tisový potok se v blízkosti Žofína, mimo území rezervace, vlévá do Huťského potoka, a odvodňované území tak patří k povodí Vltavy.
V rámci Quittovy klasifikace podnebí rezervace leží v chladné oblasti CH7, pro kterou jsou typické průměrné teploty −3 až −4 °C v lednu a 15–16 °C v červenci. Roční úhrn srážek dosahuje 850–1000 milimetrů, sníh zde leží 100–120 dní v roce. Mrazových dnů bývá 140–160, zatímco letních dnů jen deset až třicet.

### Flóra
Podle inventarizačního výzkumu provedeného před vyhlášením přírodní rezervace rostla na jejím území řada ohrožených druhů rostlin. V komplexu Pivonických skal roste velmi ojediněle jedle bělokorá (Albies alba). V prameništích se vyskytovaly prstnatec Fuchsův (Dactylorhiza fuchsii), vrbovka tmavá (Epilobium obscurum), vrbovka bahenní (Epilobium palustre), pastarček potoční (Tephroseris crispa), kozlík dvoudomý (Valeriana dioica) a rozrazil horský (Veronica montana). V podmáčených smrčinách byly vzácně nalezeny žebrovice různolistá (Blechnum spicant), řeřišnice trojlistá (Cardamine trifolia), plavuň pučivá (Lycopodium annotinum) a dřípatka horská (Soldanella montana). V květnatých bučinách také vzácně roste kyčelnice devítilistá (Dentaria enneaphyllos).

### Fauna
V přírodní rezervaci žijí ohrožené druhy živočichů, především obojživelníků, plazů a ptáků. K obojživelníkům patřili skokan hnědý (Rana temporaria) a ropucha obecná (Bufo bufo). Plazy zastupovali ještěrka živorodá (Zootoca vivipara), slepýš křehký (Anguis fragilis), užovka obojková (Natrix natrix) a zmije obecná (Vipera berus). Nejpočetněji byli zastoupeni ptáci, z nichž byli pozorováni datel černý (Dryocopus martius), holub doupňák (Columba oenas), jiřička obecná (Delichon urbica), krahujec obecný (Accipiter nisus), krkavec velký (Corvus corax), rorýs obecný (Apus apus), sýkora parukářka (Lophophanes cristatus), ťuhýk obecný (Lanius collurio), vlaštovka obecná (Hirundo rustica) a v otevřeném prostoru u Žofína mimo rezervaci chřástal polní (Crex crex). Podle pobytových příznaků se poblíž severní hranice rezervace vyskytovala vydra říční (Lutra lutra).

## Ochrana přírody
Předmětem ochrany je trojice ekosystémů: acidofilní bučiny a jedliny (asi 25 % rozlohy), květnaté bučiny a jedliny (asi 21 % rozlohy) a středoevropské acidofilní smrčiny (asi 5 % rozlohy). Z druhů je předmětem ochrany mech dvouhrotec zelený (Dicranum viride), který v době vyhlašování přírodní rezervace nebyl na jejím území nalezen. Roste však v sousední národní přírodní rezervaci Žofínský prales a jeho potenciální výskyt v Pivonických skalách není vyloučen. Vzhledem k překryvu přírodní rezervace s evropsky významnou lokalitou jsou předmětem ochrany také datlík tříprstý (Picoides tridactylus) a jeřábek lesní (Tetrastes bonasia). Ani jeden nebyl v roce 2013 zastižen, ale jejich výskyt je pravděpodobný.
Cílem ochrany je udržení stavu uvedených lesních společenstev, postupná redukce nepůvodních dřevin a potlačení negativního vlivu spárkaté zvěře. Výsledné porosty by měly být věkově a prostorově diferencované, měly by mít přirozenou druhovou skladbu a na vybraných plochách by měly být ponechány samovolnému vývoji.